# Chantelle Swaby
Pour les articles homonymes, voir Swaby.
Chantelle Swaby, née le 6 août 1998 à West Hartford dans le Connecticut, est une joueuse internationale jamaïcaine de football. Elle évolue au poste de défenseure centrale à Leicester City.
Avec sa sœur Allyson et l’équipe de Jamaïque, elle se qualifie et participe à la Coupe du monde 2019.

## Biographie
Le 16 janvier 2020, Swaby est repêchée en 29e position par le Sky Blue FC lors du College draft de la NWSL.